# St.-Marien-Kirche (Großenkneten)

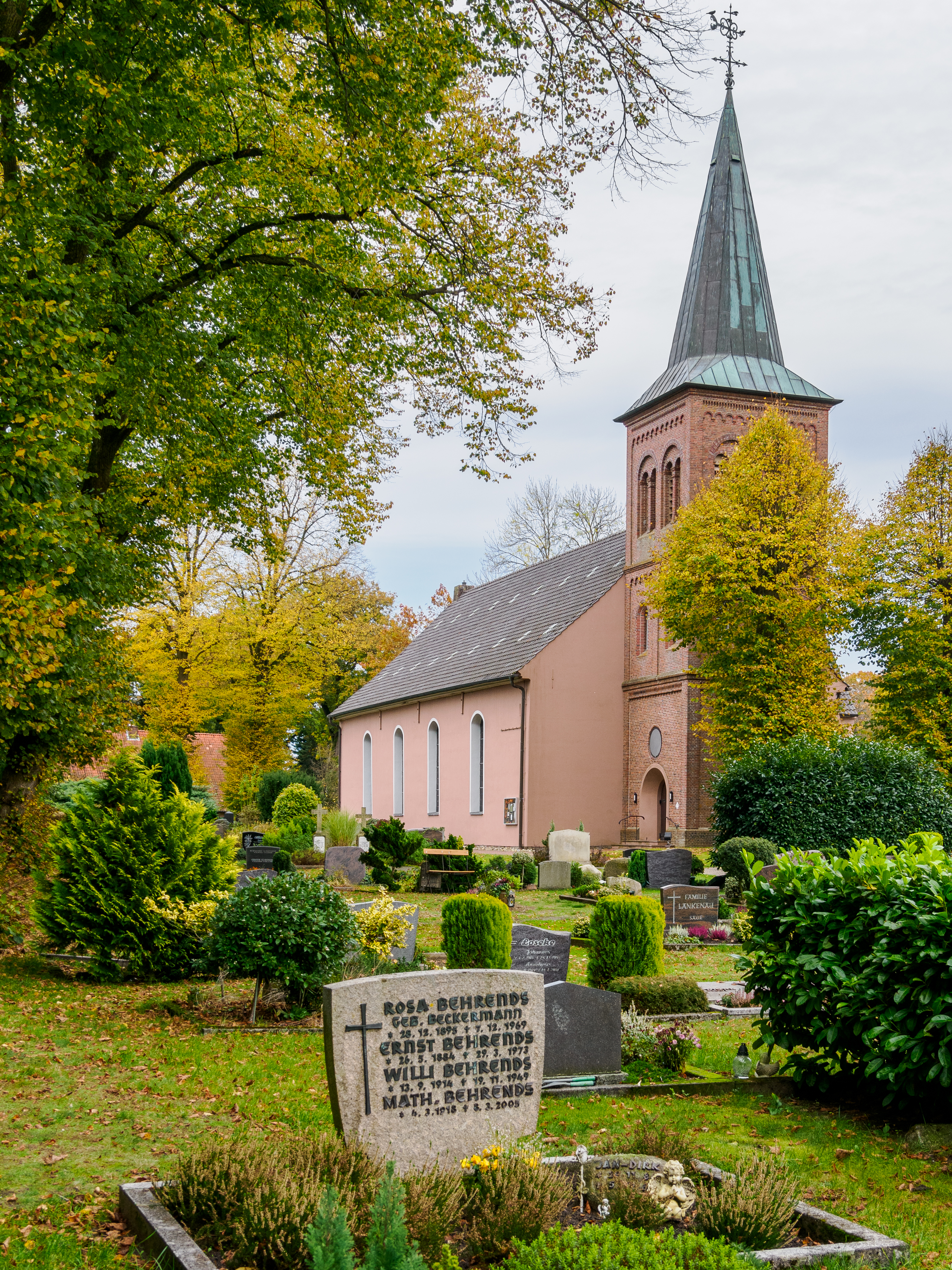
Westansicht Kirche & Friedhof

Die St.-Marien-Kirche in Großenkneten ist die Pfarrkirche der Ev.-luth. Kirchengemeinde Großenkneten, die dem Kirchenkreis Delmenhorst/Oldenburg-Land der Evangelisch-Lutherischen Kirche in Oldenburg angehört.

## Geschichte
Die erste Kirche in Großenkneten wurde bereits gegen Ende des 8. Jahrhunderts unter Abt Gerbert Castus von der Missionszelle Visbek aus gegründet und ist eine Urkirche des nordwestlichen sächsischen Lerigaus. Diese Kirche wurde zusammen mit dem Kloster (cellula) Visbek durch Ludwig den Deutschen 855 der Benediktinerabtei Corvey an der Weser geschenkt. Durch Ausgrabungen wurden Vorgängerbauten aus der Zeit vor 1000 und um 1300 festgestellt. Aus den schriftlichen Quellen lässt sich entnehmen, dass ein romanisches Kirchengebäude bestanden hat, das im 15. Jahrhundert vergrößert wurde.
Die jetzige Kirche wurde von 1819 bis 1820 unter Verwendung von Mauerresten eines Vorgängerbaus errichtet. Der südliche Querflügel stammt vom Ende des 15. Jahrhunderts. Der Turm an der Westseite wurde 1873 angefügt.

## Baubeschreibung
Der neuere Teil der Kirche ist eine verputzte Saalkirche mit einer Holzdecke und Emporen an allen vier Seiten. Der südliche Querflügel aus Backstein ist spätgotisch und mit Kreuzgratgewölbe ausgestattet. Außen befinden sich Strebepfeiler aus Sandstein.
Der Kirchturm besteht aus Backstein, sein Helm ist mit Schiefer gedeckt.
Das Altarwandbild zur Größe von 9 mal 10 Metern schuf 1965 der Künstler Heinrich Schwarz.

## Glocken
Im Turm befinden sich zwei Glocken, die 1812 bzw. 1872 gegossen wurden.